# ドライフラワー
ドライフラワーは、自然の花、葉、茎、果実等を乾燥させて、装飾等に使う物である。

## 日本での呼称
英語圏の Dried flowers という言葉が、昭和期にドライフラワーというカタカナ言葉になり、定着したことが考えられる。それ以前は、趣味にしていた人々は呼称も分からずに細々と試行錯誤の自己流で製作していた状況だった。
原料として使う場合の乾燥させた植物は乾燥花、乾燥葉と呼ばれることがあるが、一般語ではない。乾燥させた花、乾燥加工した花、等の短縮表現であり、国語辞書には掲載されていない。また、1965年頃に「乾燥=ドライ 花=フラワー」として考え、観賞用として製作した乾燥植物にドライフラワーと名付けて販売した人がいた。

## 押し花のようなドライフラワー
マダガスカル共和国の小さな町アンバラバオでは、手漉きのアンタイムル紙を販売する風習がある。水でドロドロにしている紙の上に直接生花を固定して、直射日光下で乾燥させている。工程はドライフラワーであり、押し花ではない。

## 神聖なドライフラワー
キリスト教の教会では生花とドライフラワーを飾り、海での追悼式ではドライフラワーを撒いたり、リースを投げたりしている。